# 涅槃寂靜
涅槃寂静，佛家三法印之一。
佛家三法印：诸行无常、诸法无我、涅槃寂静。涅槃寂静即是說涅槃的境界，灭除一切生死的痛苦，无为安乐，故涅槃是寂静的。三法印的真谛必须要通过正法实修来证得。